# 全日本囲碁協会
全日本囲碁協会（ぜんにほんいごきょうかい、全碁協）とは、囲碁のアマチュア強豪として知られる菊池康郎によって設立された囲碁団体である。

## 主な活動
- 全碁協独自のレーティングを制定・運用している他、レーティング算出のために日本棋院とは関係なく大会を開催している[11]。
- 機関紙「日本の碁」を発行している[12]。
- 過去には囲碁の義務教育導入を求めて署名活動を行った[9][10]。

## 他団体との関係
- 国際囲碁連盟や全日本囲碁連合には加入していない
- 日本囲碁連盟は囲碁用品などの販売を行う企業であり、全碁協と名前は似ているが直接関係はない。
- 日本を代表する囲碁団体である日本棋院や関西棋院とは独立した運営がなされているが、関西棋院所属の洪清泉が運営に加わっている他、日本棋院支部の所属者が会員として名を連ねているため[13]、全く影響を受けないとは言い切れない。
- 2022年、全日本囲碁協会の理事長職を、菊池康郎から平岡聡がひきついだ[14]。